# Ficus altissima
Ficus altissima is een vijgenboom uit de familie Moraceae. Het is een grote, statige groenblijvende plant die oorspronkelijk uit Zuidoost-Azië komt.

## Kenmerken
Ficus altissima is een grote, groenblijvende bosboom die 30 meter hoog kan worden. De schors is glad en grijs, met kleine lichtbruine puisten. De takken spreiden zich uit en de twijgen zijn behaard en vaak groen als ze jong zijn. De bladeren zijn afwisselend, elliptisch tot eivormig, met volledige randen en tot 100 bij 40 mm. Ze worden ondersteund op korte stelen en hebben omhullende steunblaadjes.
Ficus altissima behoort tot de groep bladverliezende ficussen. Een- of tweemaal per jaar zal deze blad afstoten en opnieuw in het blad komen. Dit kan in de zomer zeer snel gaan, van bladval tot nieuw blad duurt vier tot vijf weken, in het najaar/ winter kan dit twee maanden duren. Het nieuwe blad zal rood/bruin gekleurd zijn en zal in de weken erna veranderen in een frisgroene kleur.

## Voorkomen
Ficus altissima is inheems in Zuidoost-Azië en vele eilanden in de Stille Oceaan. De soort komt voor op de Andaman-eilanden, Birma, Thailand, Vietnam, Laos, Zuid-China en Maleisië. Ze werd voor het eerst beschreven door de Duits-Nederlandse botanicus Carl Ludwig Blume in 1826 op het eiland Java. De soort is ingeburgerd in sommige county's van Zuid-Florida.

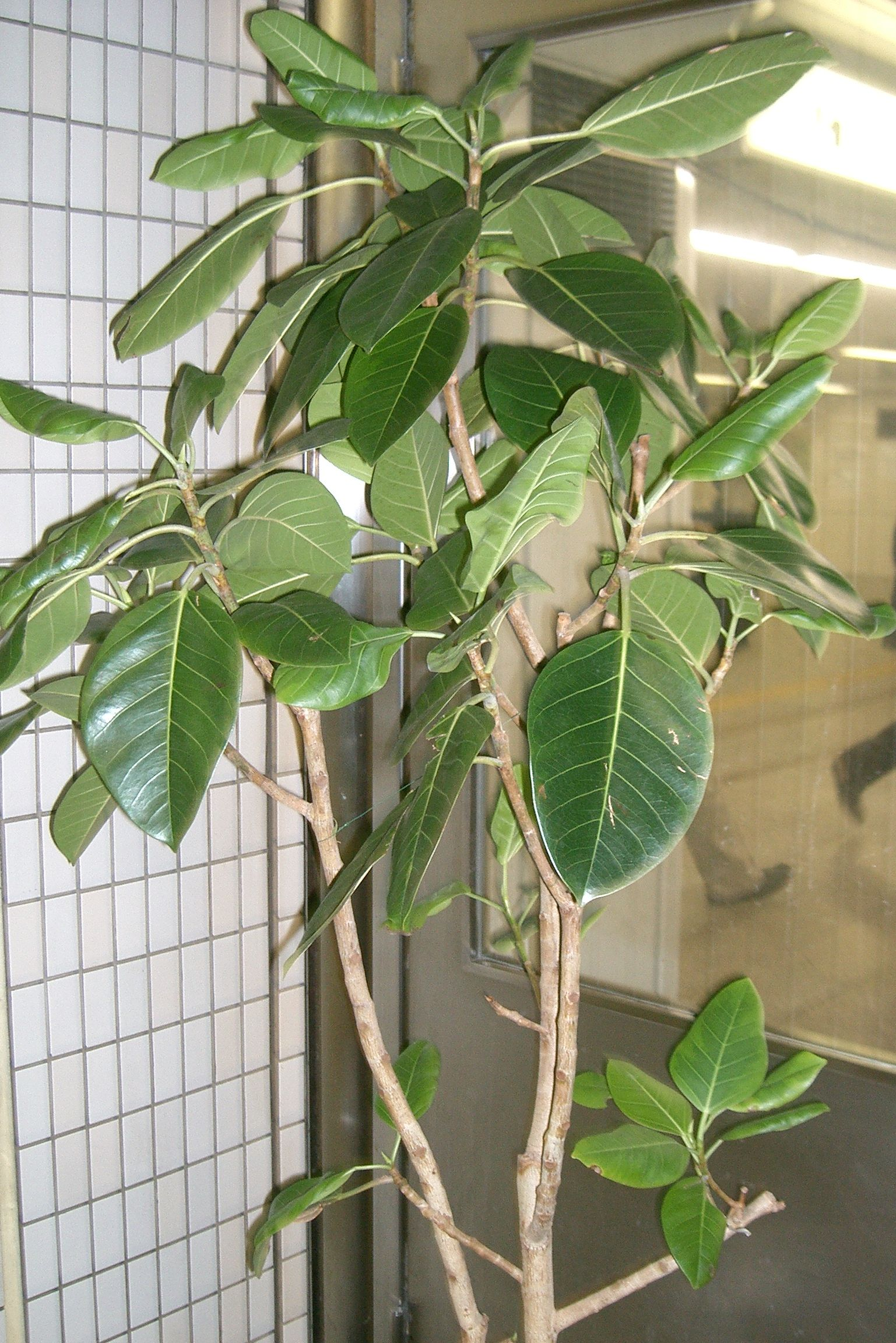
Plant
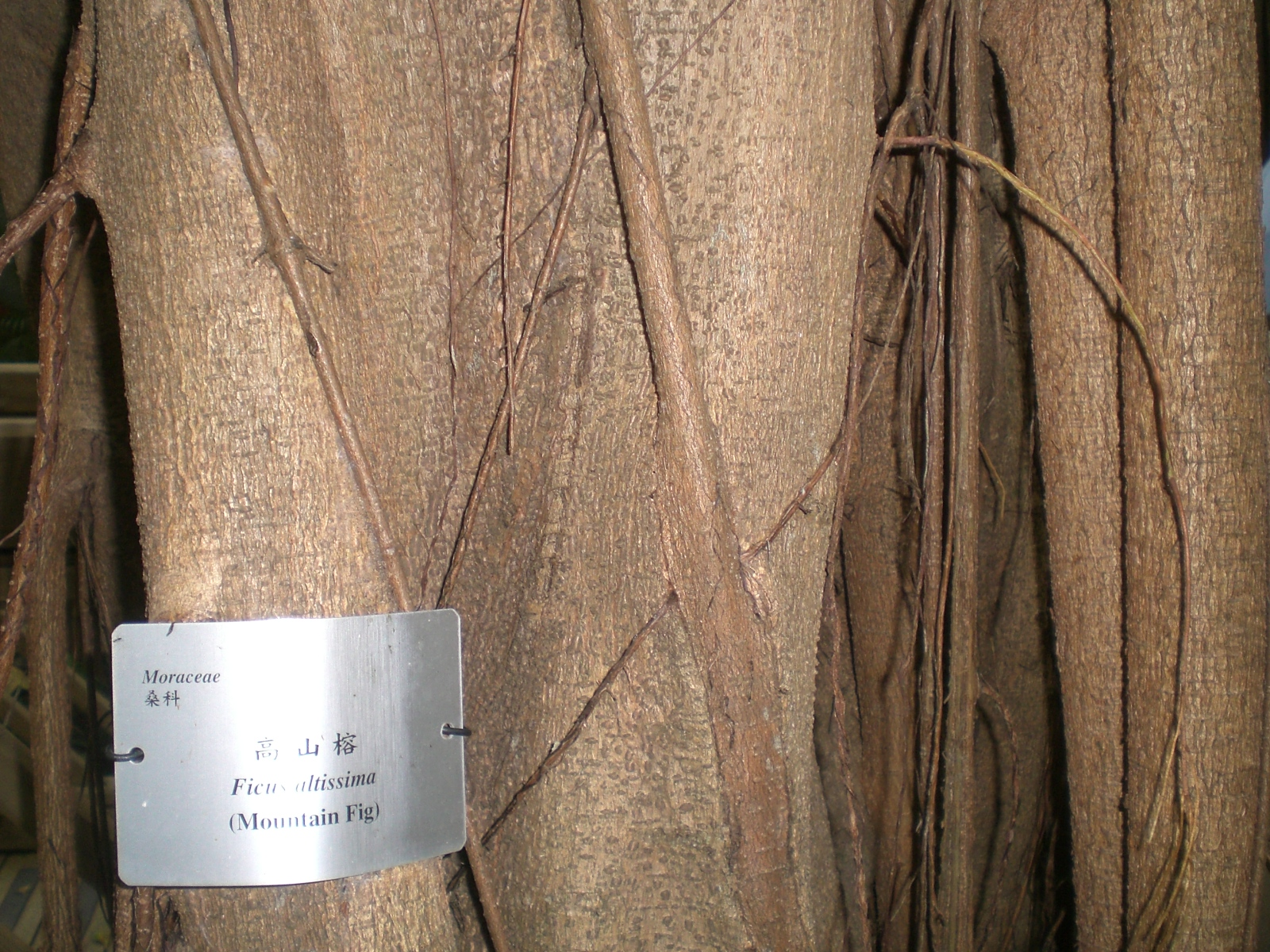
Stam
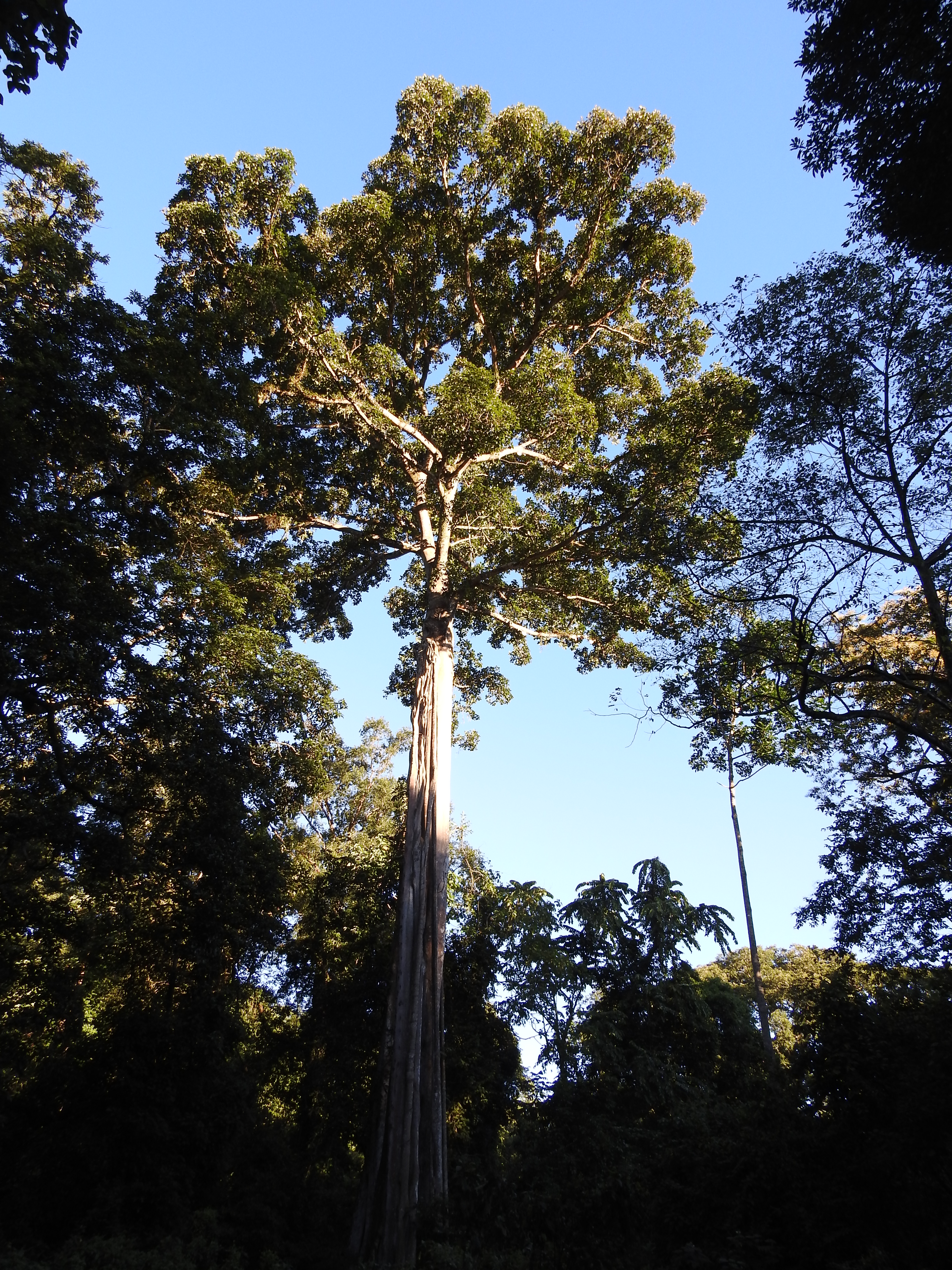
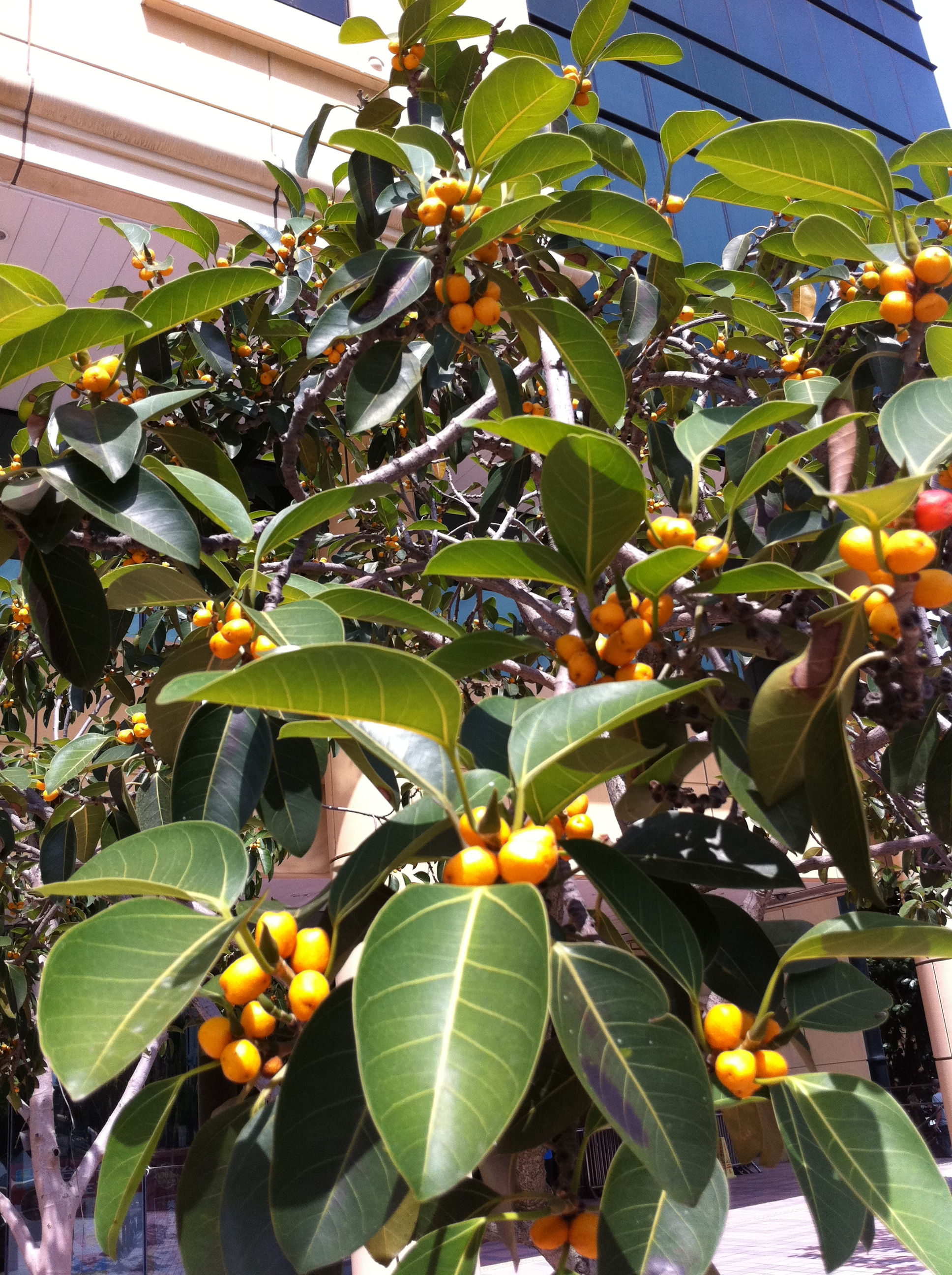
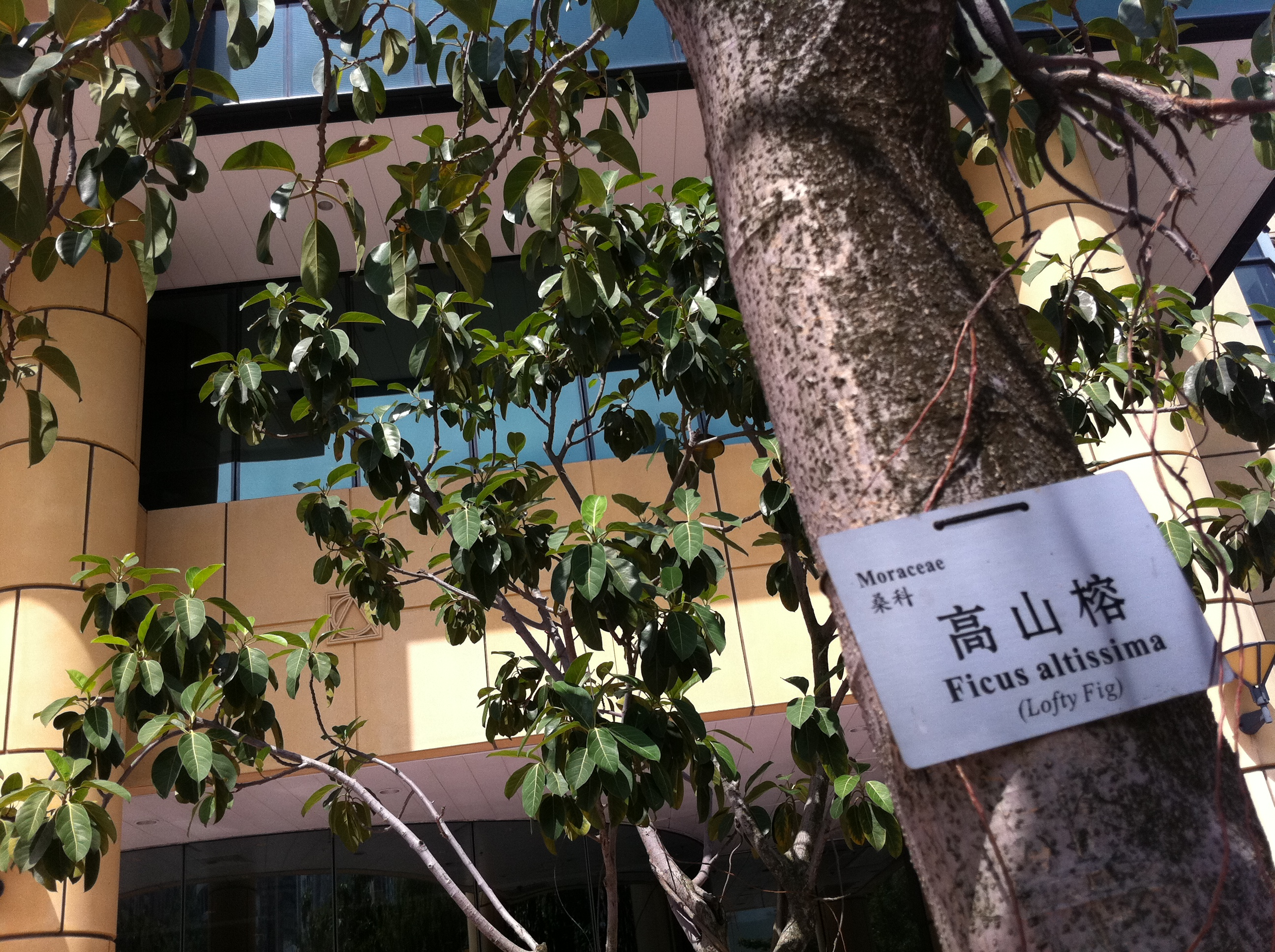
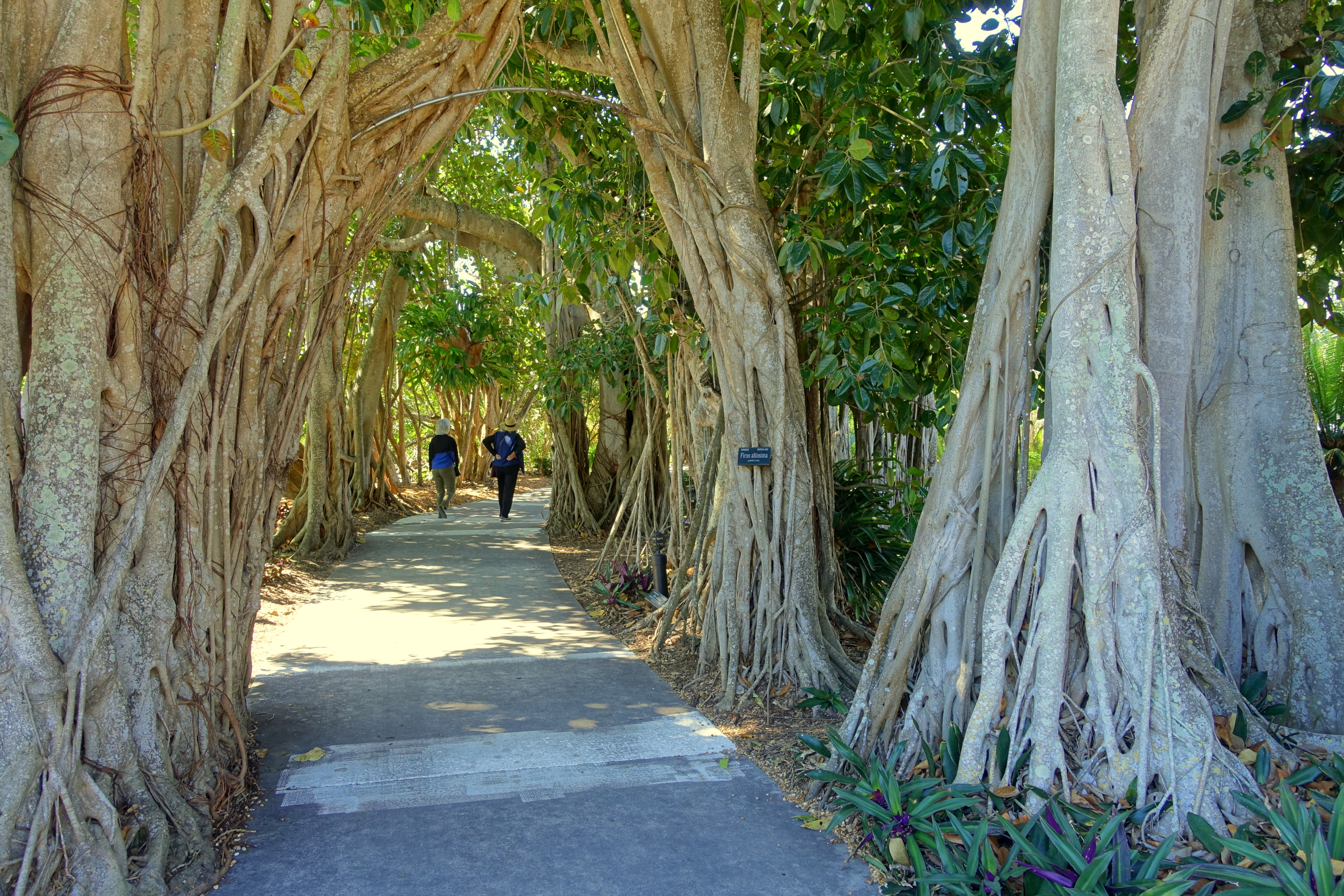
Laan van Ficus altissima (Marie Selby Botanical Gardens in Florida)
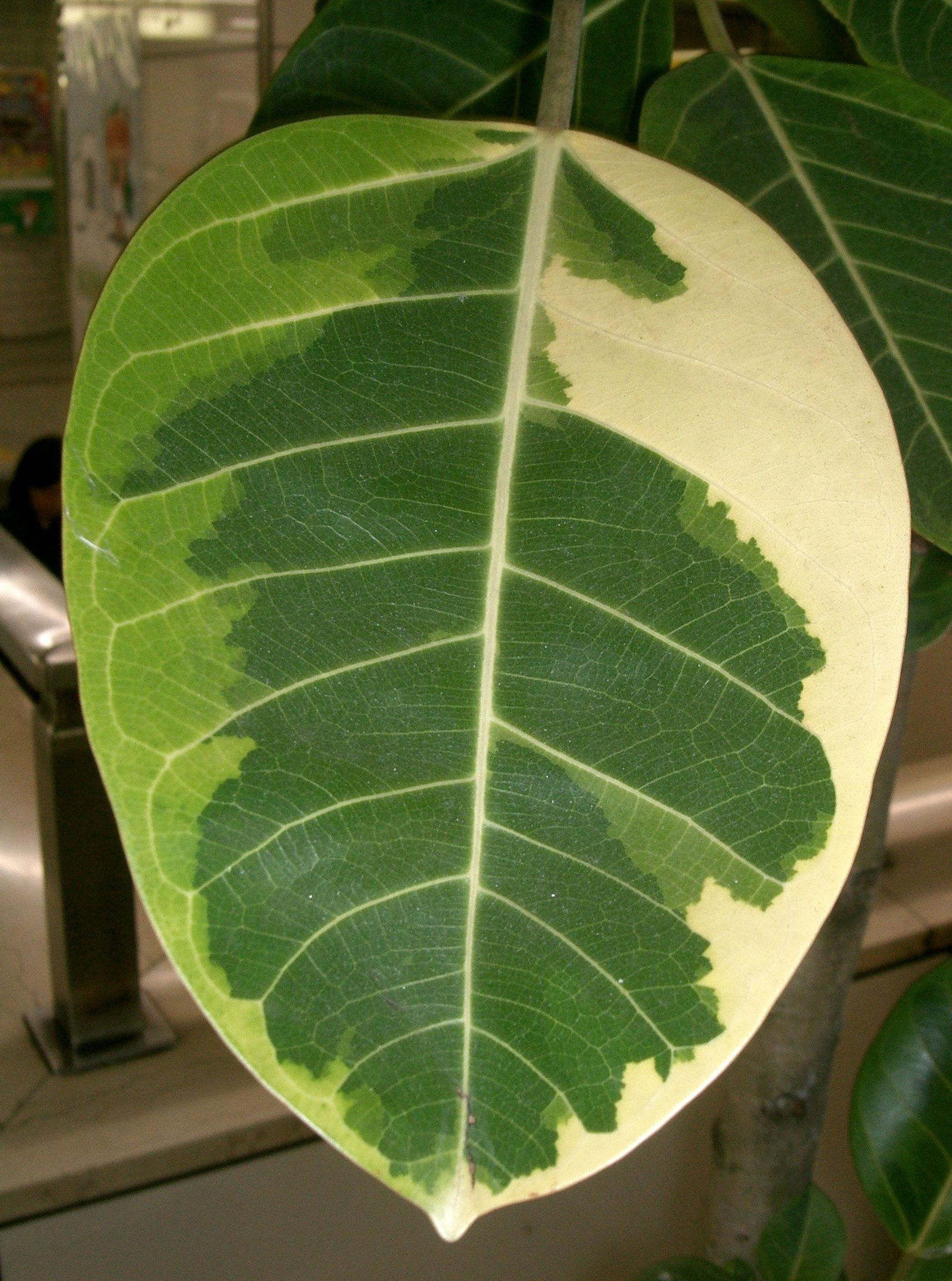
Blad
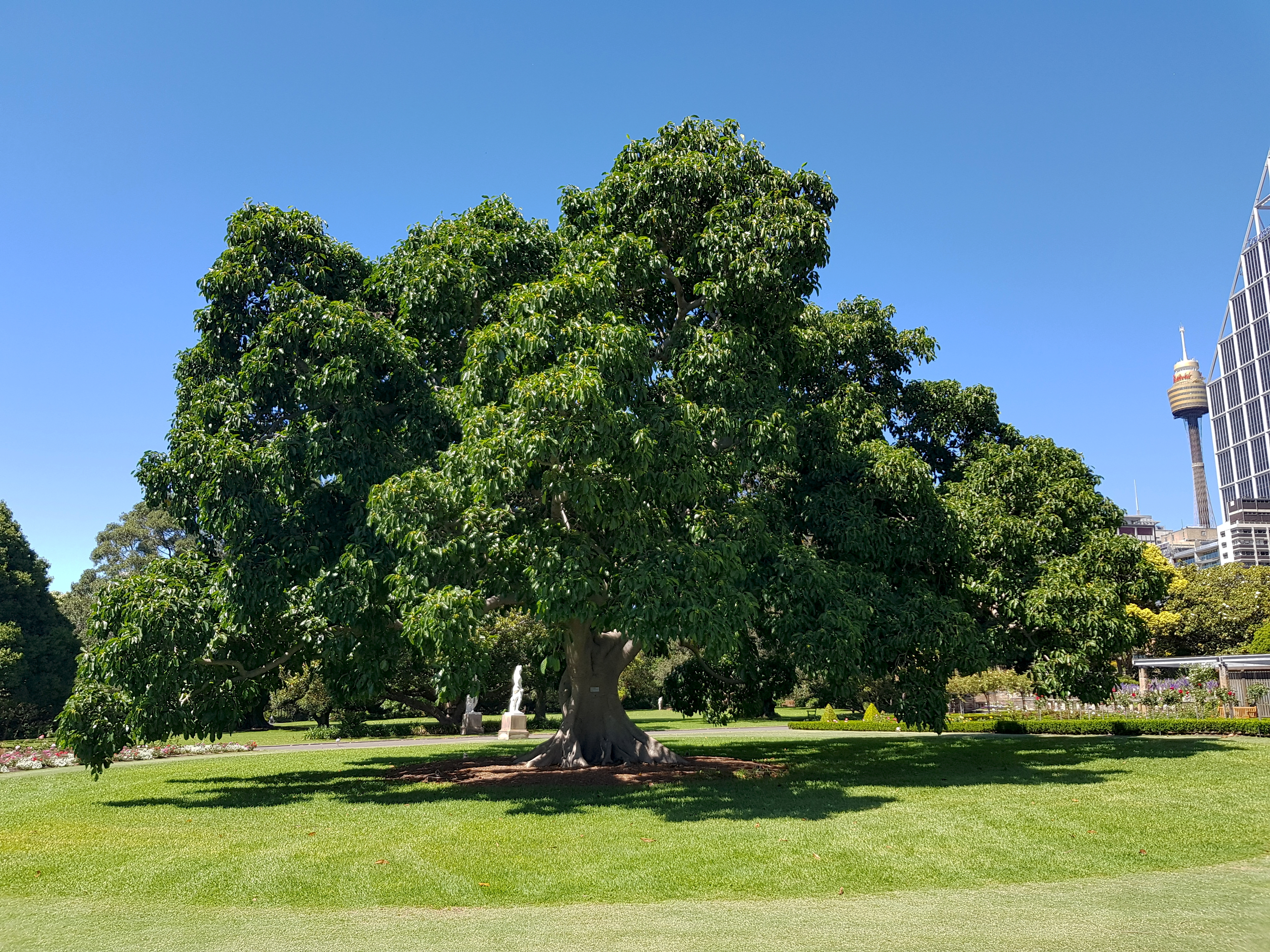
Boom